# Tibetréa
Tibetréa ist eine deutsche Folk-Band aus Geretsried bei München.

## Geschichte
Tibetréa wurde 2006 als Mittelalterband in Geretsried gegründet. Der Bandname ist abgeleitet von den Silben der Vornamen BET-TI-na und And-REA der beiden Gründerinnen Betty Baindl und Andrea Bannert.
Im Jahr 2007 gab es die ersten Auftritte auf regionalen Mittelaltermärkten mit hauptsächlich traditioneller Mittelaltermusik, aber auch Folkmusik aus aller Welt. Ab 2009 fanden erste Auftritte außerhalb von Mittelaltermärkten statt, zum Beispiel beim Musica-Antiqua-Viva-Festival in München.
2010 erschien das erste Album Mimirmeidr, auf dem sich neben traditionellen Stücken bereits einige Eigenkompositionen befanden. Außerdem setzte die Gruppe ihre Auftritte auf verschiedenen Festivals fort, wie beispielsweise auf dem Wave-Gotik-Treffen in Leipzig oder der Elf Fantasy Fair in Arcen.
2012 veröffentlichte die Band ihr zweites Album Cadbodua. Die Tournee zur Veröffentlichung umfasste auch diverse Festivals, wie erneut die Elf Fantasy Fair in Arcen (Niederlande), sowie das Mittelalterlich Phantasie Spectaculum in Borken und das Folklorum Festival bei Görlitz. 2014 veröffentlichte die Band ihr Album Peregrinabundi. Mit der Veröffentlichung der Single Wintersturm am 6. November betrat die Band musikalisches Neuland, da es sich bei dem Song um einen sphärischen Akustik-Techno handelt. 2017 erschien als viertes Studioalbum Zauber und Rituale. Die 13 Songs des Albums drehen sich hauptsächlich um die Themen Magie und Fabelwesen. Dabei werden unter anderem alte Texte wie z. B. ein Zauberspruch aus dem ägyptischen Buch der Toten oder ein aztekischer Feuerzauber vertont.
In den Jahren 2018 und 2019 kamen zu den Auftritten auf diversen Festivals, wie erstmals bei den WackenWinterNights oder dem Festival Fantasia in Magdeburg, auch wieder vermehrt Auftritte auf Mittelalterfesten hinzu, wie z. B. in Hilpoltstein, Ölsnitz oder Füssen, sowie bei Anno 1280 in Gütersloh.

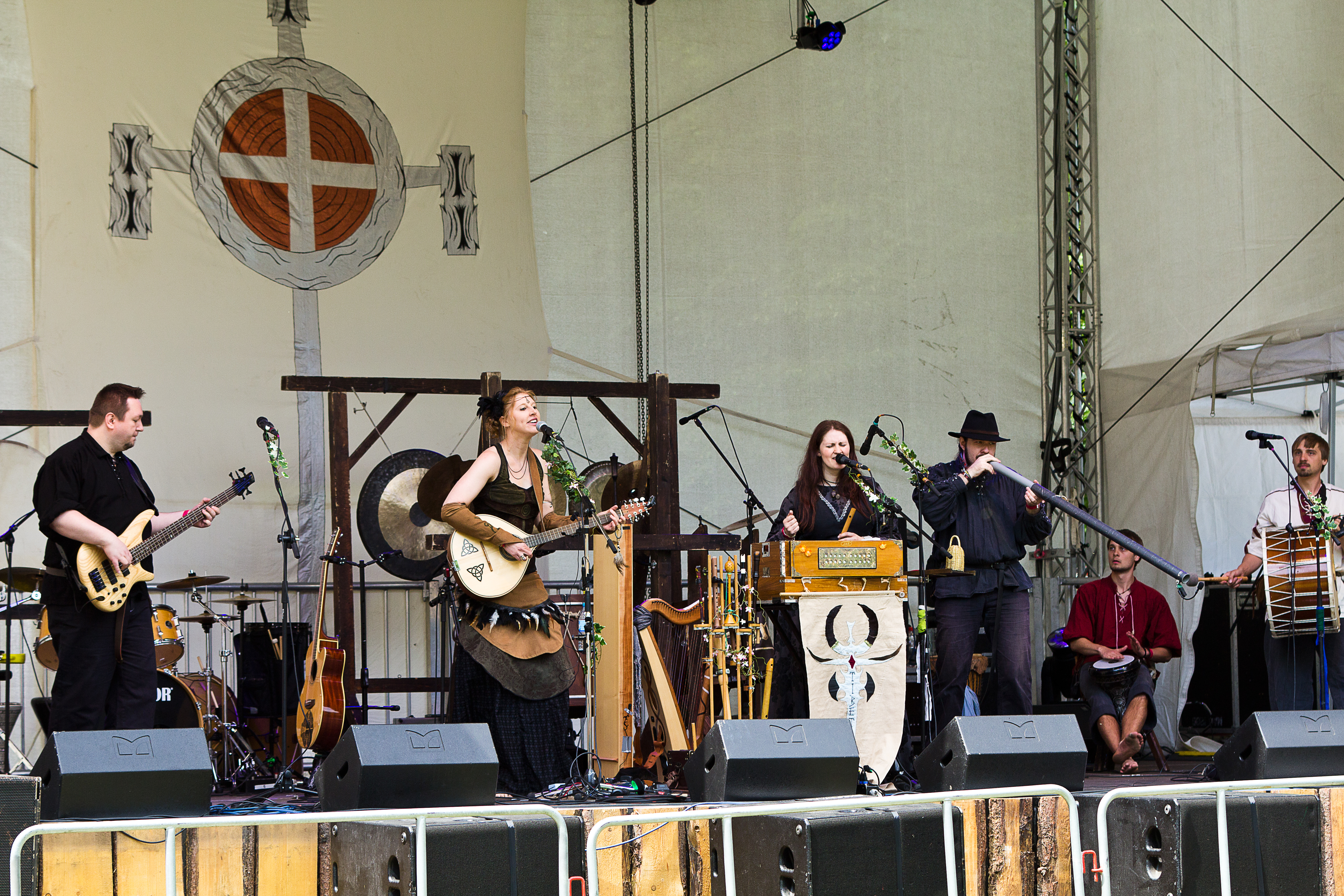
Tibetréa beim 24. Wave-Gotik-Treffen, 2015 in Leipzig

Tibetréas fünftes Album Penta erschien am 30. Oktober 2020 beim Label Mystery. Das Release-Konzert dazu fand einen Tag später in der Heimatstadt Geretsried statt, direkt vor dem landesweiten Lockdown aufgrund der COVID-19-Pandemie. Da es im Jahr 2021 kaum Möglichkeiten gab, vor Publikum zu spielen, wurde zum Ende des Jahres ein Online Winter Concert auf Youtube veröffentlicht, bei dem die Band einige Songs des neuesten Albums spielte. Außerdem war das Online-Konzert die Premiere einer neuen Version des Songs Saltus Carmina vom ersten Album Mimirmeidr, nun unter dem Originaltitel des Gedichtes von Nikolaus Lenau Waldlieder.
Im Jahr 2022 waren wieder Konzerte auf einigen Mittelaltermärkten in der näheren Umgebung möglich, wie z. B. in Wessobrunn, Peiting, oder Altenstadt. Zudem gab es auch einige Auftritte bei der Veranstaltung Anno 1238 in Telgte.

2023 ging es erstmals zur Vegan Fantasy Fair in Völklingen. Auch musikalisch machte Tibetréa von sich reden mit der Veröffentlichung von gleich vier Singles, die im Abstand von jeweils einem Monat beim Label Mystery erschienen. Zur letzten Single Valhalla wurde auch ein aufwändig produziertes Musikvideo auf YouTube veröffentlicht, bei der Darsteller von Wikingern und Rittern in einer wilden Schlacht aufeinander treffen.

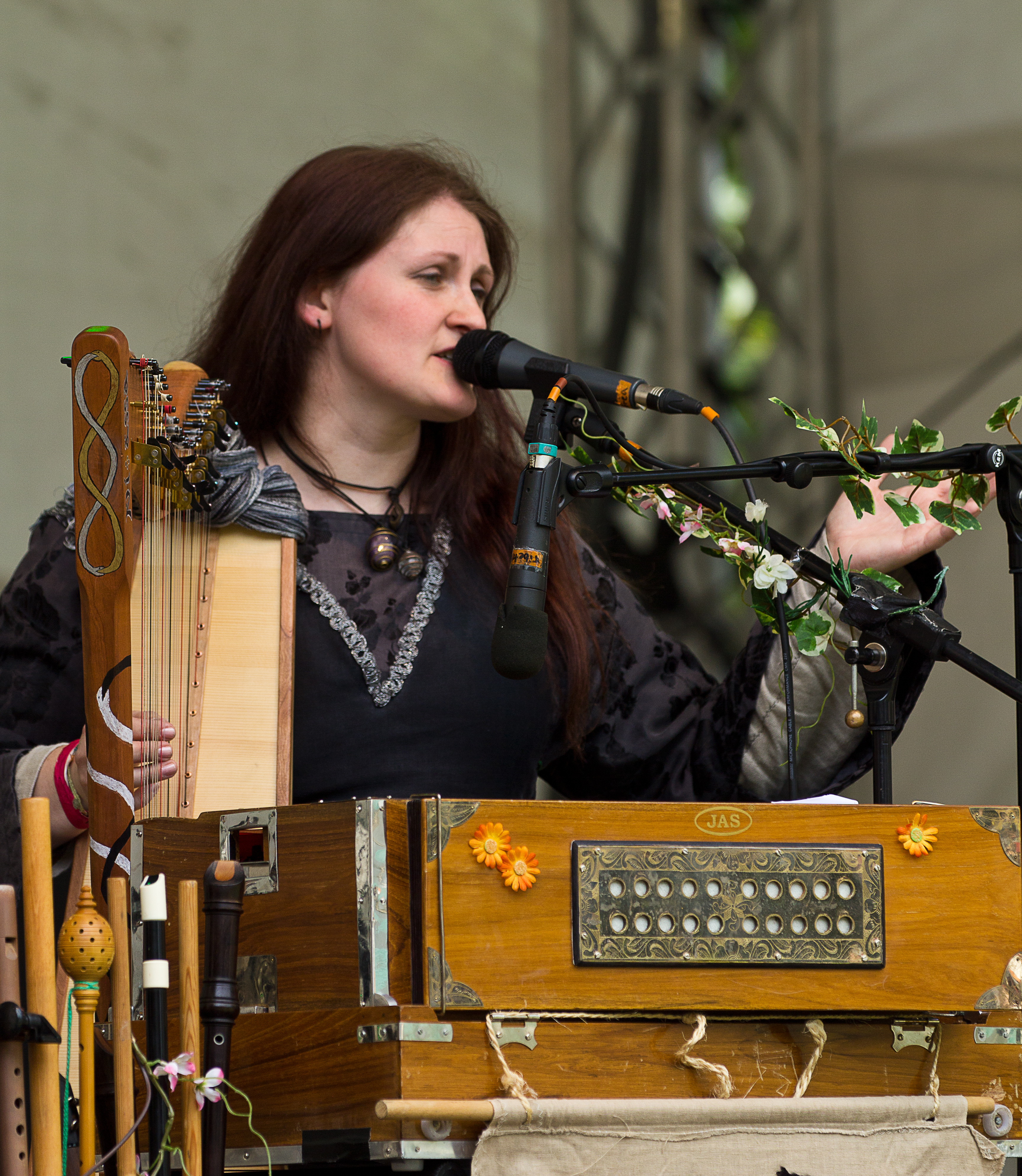
Elisabeth von den Schafen
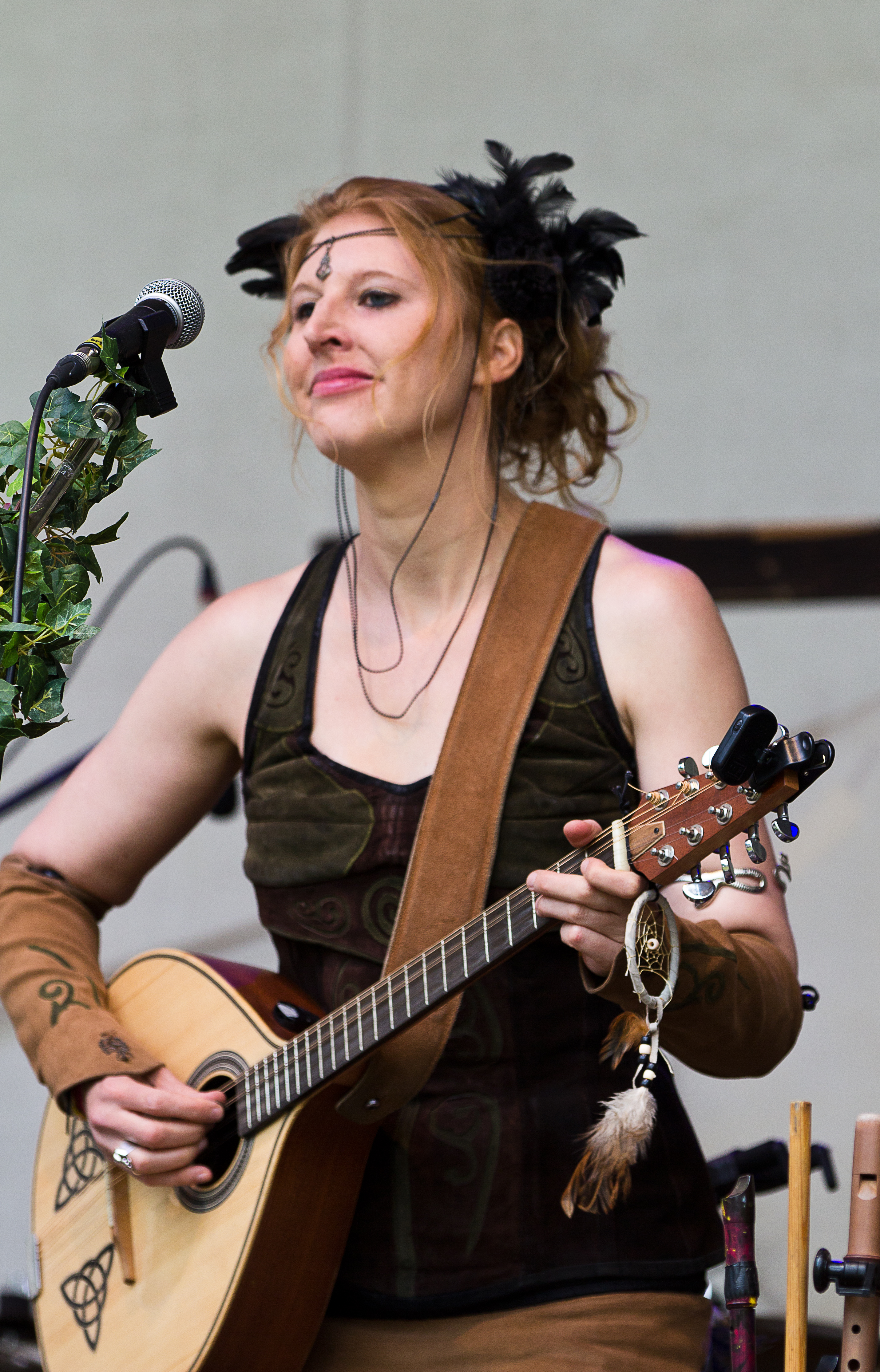
Mirán, der Poet
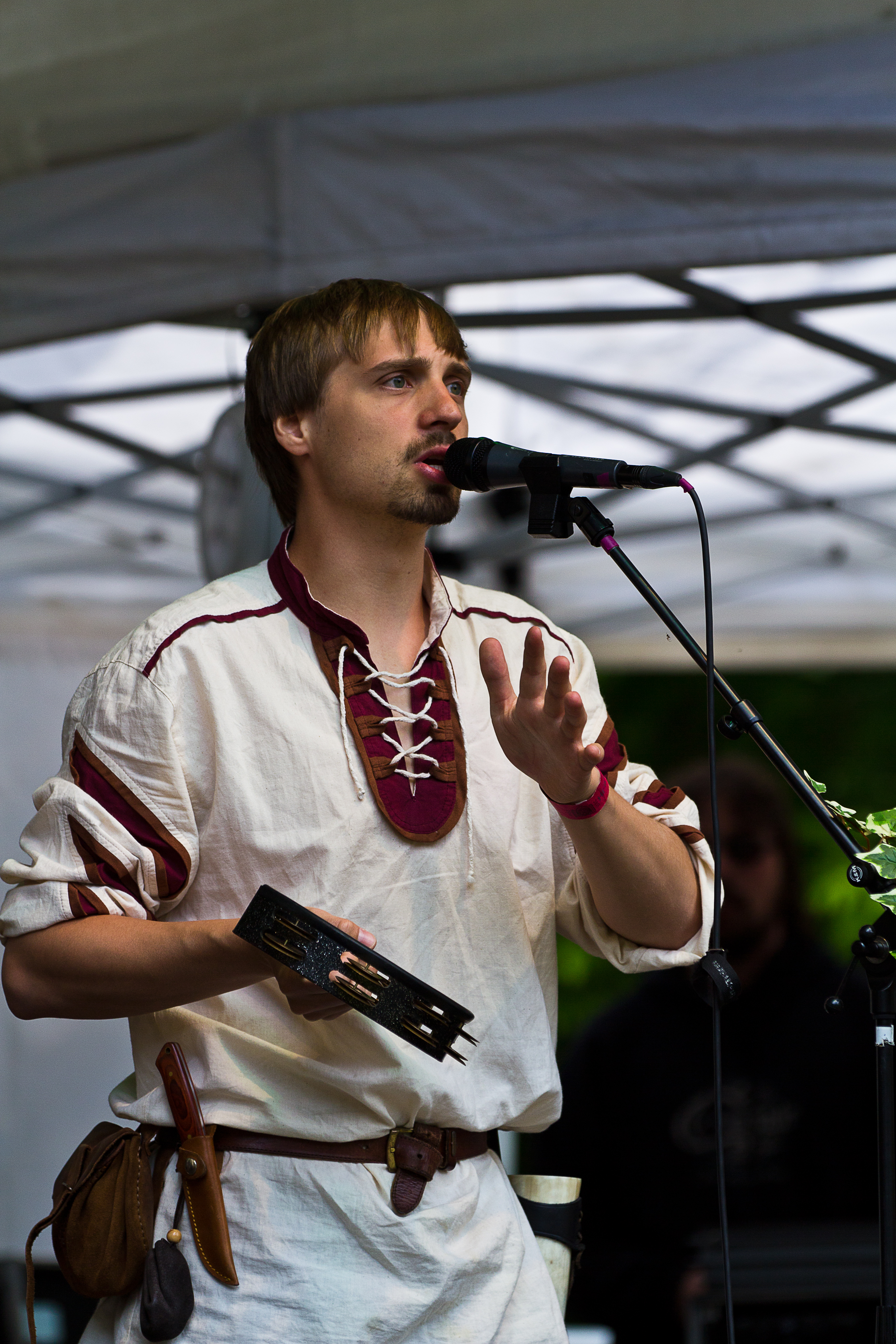
Martinus Magnus
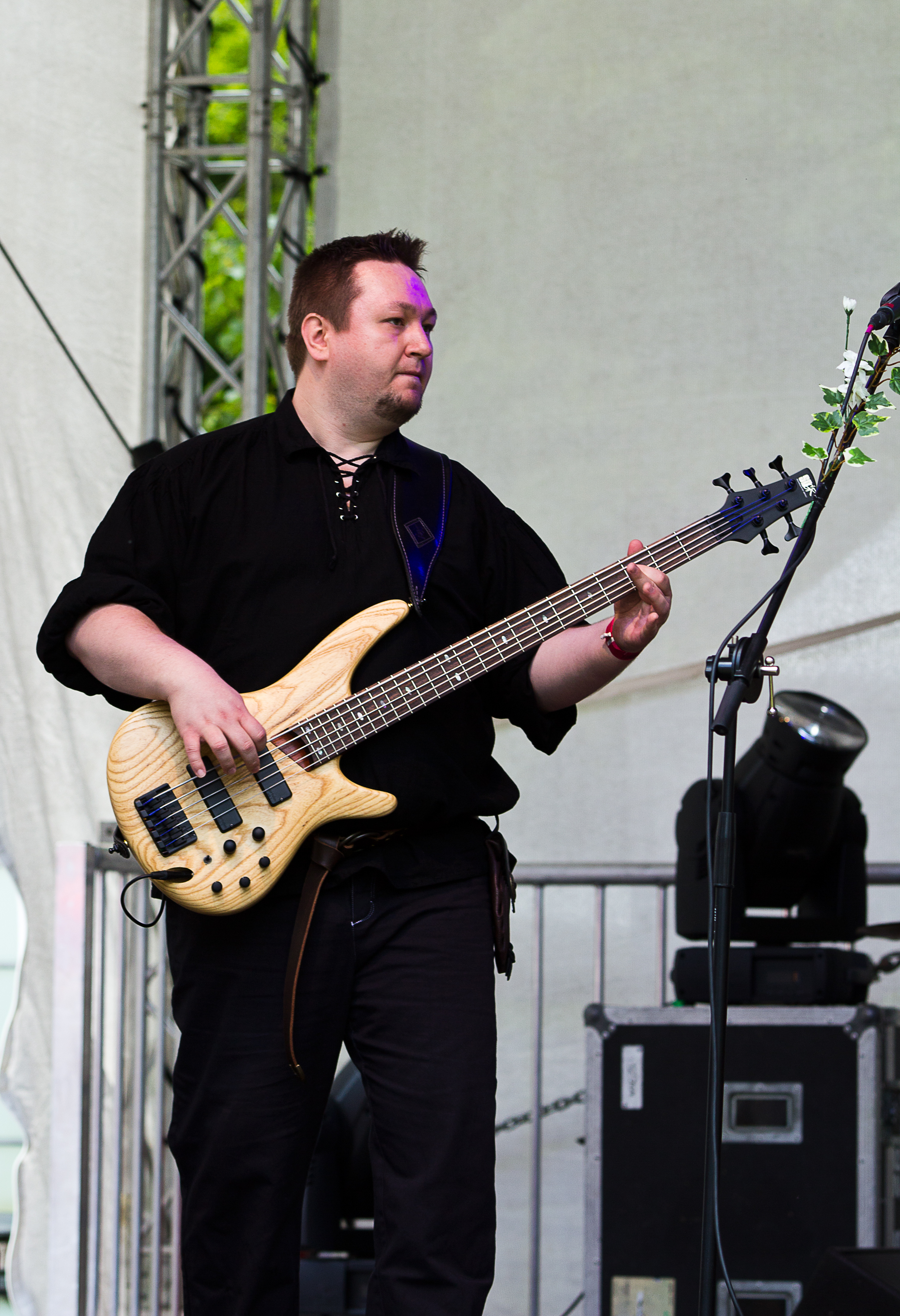
El Bajo
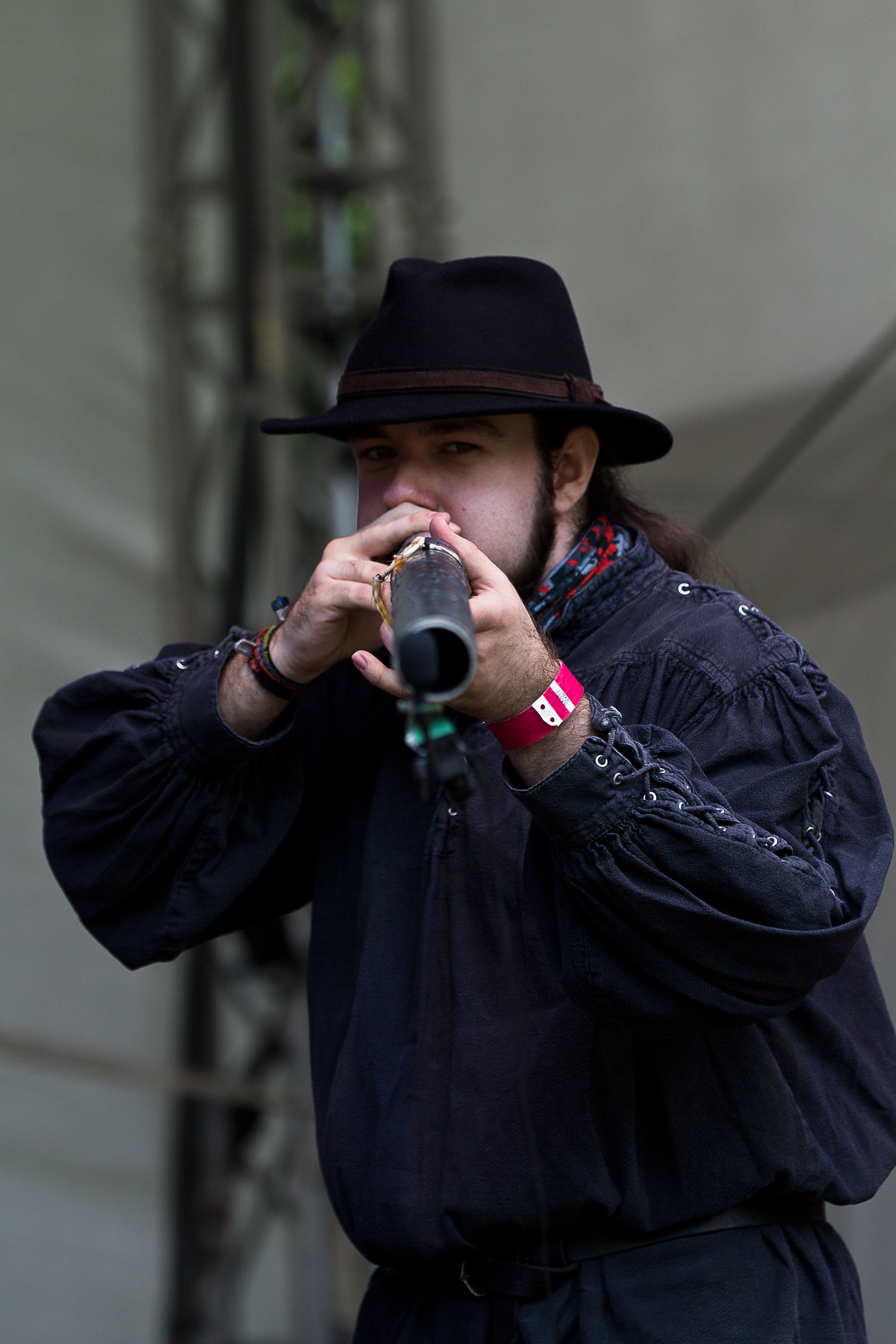
Benni Baindl

## Stil

### Musik
Der Bezeichnung „Fantasy Folk“ folgend, spielen die Musiker von Tibetréa keine traditionelle Mittelaltermusik, sondern vereinen verschiedene Musikstile miteinander. Es treffen beispielsweise mittelalterliche Cister, Blockflöte und Drehleier auf indisches Harmonium, moderne Trompete und E-Bass. Es finden sich Lieder indianischen Ursprungs, genauso wie Vertonungen altdeutscher Texte oder selbst komponierte Stücke. Oft werden traditionelle Melodien mit neuen Texten versehen oder moderne Texte ins Lateinische übersetzt. Tibetréas Lieder werden in über 20 Sprachen gesungen, von Altägyptisch, Bretonisch und Lateinisch bis hin zu Nahuatl.
Die EP Skalli, benannt nach dem Wolf Skalli der nordischen Mythologie, beinhaltet vier Songs und wurde von der Band als Demo produziert.
Das erste Album Mimirmeidr vereint verschiedene Einflüsse: von der Mythologie des hohen Nordens bis in das Spanien des Mittelalters, von den Ritualen der Indianer bis zu den Mystikern der Türkei.
In ihrem zweiten Album Cadbodua folgt die Band den Spuren der gallischen Kriegsgöttin Cathubodua in Schlacht und Getümmel.
Für Peregrinabundi, das dritte Album, sind die Musiker durch Raum und Zeit gewandert: von Ägypten bis China, von Italien, Schottland und Ungarn bis nach Mittelerde.
Sowohl live, als auch mit dem vierten Album Zauber & Rituale hat die Band einen festivaltauglichen Sound erreicht. Alle Lieder werden mit E-Bass und Schlagzeug gespielt. Dazu kommen teilweise auch weitere Trommeln zum Einsatz sowie die die verzerrte Cister. Trotzdem konnte die Band ihren mystischen Sound beibehalten, was vor allem auf die wandelbaren Stimmen der beiden Sängerinnen zurückzuführen ist.
Mit ihrem fünften Album Penta verbindet sich der musikalische Weg der fünf Musiker mit einer neuen Klangwelt, die einen höheren Wiedererkennungswert hat. Neben Schlagzeug, E-Bass und Trompete kommen viele Folkinstrumente wie Harfe, indisches Harmonium, irische Low Whistle, Indianerflöte, Glockenspiel oder Cister zum Einsatz. Einflüsse aus Jazz, Reggae oder Funk sind auf dem aktuellen Album stärker zu hören als auf älteren Werken. Neu ist auch eine größere Vielfalt im Gesang. Neben den Stimmen der beiden Frontsängerinnen Elisabeth und Mirán kommen zwei männliche Sänger bei den Penta-Songs verstärkt zum Einsatz. „Besonders markante Beispiele für den in vielerlei Hinsicht erweiterten Qualitätsanspruch finden sich etwa in Form zweier berückend transparent aufgezogener Gedichtvertonungen (nach Edgar Allan Poe und Ludwig Uhland) oder auch anhand von kraftvoll akzentuiert ihr Heil in tanzbarer Offensive suchenden Muntermachern vom Schlage des im čakavischen Dialekt gehaltenen Naranča.“
Die vier 2023 erschienenen Singles Paparuda, Frozen Tears, Waldlieder und Valhalla sind eher dem Folk-Rock zuzuordnen. Zwei der Lieder sind hauptsächlich auf Deutsch gesungen – Waldlieder, dessen Text von Nikolaus Lenau stammt und Valhalla, dessen Text die Band selbst geschrieben hat. Paparuda basiert hingegen auf einem rumänischen Tanzlied, während Frozen Tears, das in einer ersten Version noch Hinehukatere hieß, auf Maori gesungen wird.

## Diskografie

### Alben
- 2008: Skalli (EP, Eigenvertrieb)
- 2010: Mimirmeidr (Prudence, Rough Trade)
- 2012: Cadbodua (Prudence, Rough Trade)
- 2014: Peregrinabundi (Mystery, Rough Trade)
- 2017: Zauber & Rituale (Mystery, Rough Trade)
- 2020: Penta (Mystery, best around sound)

### Singles
- 2013: Herr Mannelig (Prudence)
- 2015: Wintersturm (Mystery)
- 2023: Paparuda (Mystery)
- 2023: Frozen Tears (Mystery)
- 2023: Waldlieder (Mystery)
- 2023: Valhalla (Mystery)